# Jacobiana macrocerus
Jacobiana macrocerus är en insektsart som beskrevs av Peláez 1936. Jacobiana macrocerus ingår i släktet Jacobiana och familjen hornstritar. Inga underarter finns listade i Catalogue of Life.